# The Whip Hand (film 1913)
The Whip Hand è un cortometraggio muto del 1913 prodotto e diretto da Archer MacMackin.

## Produzione
Il film fu prodotto da Archer MacMackin per la Essanay Film Manufacturing Company. Venne girato a Ithaca (New York).

## Distribuzione
Distribuito dalla General Film Company, il film - un cortometraggio di una bobina - uscì nelle sale cinematografiche USA il 19 agosto 1913.